# Barbarijse patrijs
De Barbarijse patrijs (Alectoris barbara) is een vogel uit de familie fazantachtigen (Phasianidae).

## Kenmerken
Deze vogel heeft een bruingrijs verenkleed met zwart-wit gestreepte flanken. De bovenzijde van de kop, de nek en een halsring zijn roodbruin gekleurd. De halsring bevat bovendien rijen witte vlekjes. Poten en snavel zijn rood. De lichaamslengte bedraagt 33 cm.

## Leefwijze
De vogel is een bodembewoner die zelden vliegt; hij wordt eerder gehoord dan gezien. Het voedsel bestaat hoofdzakelijk uit zaden, groene knoppen en bladeren, maar ook wormen en insecten staan op het menu.

## Voortplanting
Het nest bevindt zich in open veld of onder een struik. Het legsel bestaat uit 10 tot 20 eieren, dat door beide partners wordt bebroed, evenals de verzorging van de uitgekomen jongen.

## Verspreiding en leefgebied
De soort komt voor in het noorden van Afrika van Marokko tot in het noordwesten van Egypte in woestijnachtig gebied. Dit hoen komt ook voor op Sardinië en de Canarische Eilanden, maar is daar mogelijk door de mens ingevoerd.
De soort telt vier ondersoorten:
- A. b. koenigi: de Canarische Eilanden en noordwestelijk Marokko.
- A. b. spatzi: van zuidelijk Marokko tot centraal en zuidelijk Algerije en zuidelijk Tunesië.
- A. b. barbara: van noordoostelijk Marokko tot noordelijk Tunesië.
- A. b. barbata: noordoostelijk Libië en noordwestelijk Egypte.

## Beschermingsstatus
De totale populatie is in 2015 geschat op 300-800 duizend volwassen vogels. De aantallen gaan achteruit, maar het tempo van achteruitgang ligt onder de 30% in tien jaar (minder dan 3,5% per jaar). Om deze redenen staat de Barbarijse patrijs als niet bedreigd op de Rode Lijst van de IUCN.